# Батагур бірманський
Батагур бірманський (Batagur trivittata) — вид черепах з роду Батагури родини Азійські прісноводні черепахи.

## Опис
Завдовжки карапакс досягає 46—58 см. Спостерігається статевий диморфізм: самиці більші за самців. Голова середнього розміру. Шкіра на голові розділена на щитки. Карапакс дахоподібній, еліптичної форми, розширюється у своїй задній половині. По середині розташовано кіль, який знаходиться на 1—3 хребетних щитках. Кіль стає більш низьким і згладженим з віком. Пластрон довгий і вузький. Плавальні перетинки на пальцях добре розвинені.
Голова й шия різнобарвні: від коричневого до оливкового з великою темною смугою, що прямує по верху голови від носа й до шиї. Щелепи світліші за відтінком. Забарвлення карапаксу коливається від коричневого до оливкового з 3 чорними смугами у самців й монотонний без смуг у самиць. Пластрон жовто—помаранчевого відтінку. Шкіра кінцівок й хвоста жовтувато—коричнева.

## Спосіб життя
Полюбляє глибокі та великі річки. Харчується виключно рослинною їжею.
Самиця у грудні—січні відкладає близько 25 довгастих білих яєць розміром 70—75x40—42 мм.

## Розповсюдження
Мешкає у басейн річок Іраваді та Салуїн у М'янмі.